# Frank Forberger
Frank Forberger, né à Meissen, en Saxe, le 5 mars 1943 et mort dans la même ville le 30 septembre 1998, est un rameur allemand, concourant pour la RDA.

## Carrière
Frank Forberger commence l'aviron en tant que barreur, dès l'adolescence, avant de devenir rameur. Il fait d'abord partie du BSG Einheit Meissen puis rejoint en 1965 le SC Einheit Dresden. Le quatre sans barreur de ce club accumule les succès au cours des années suivantes, entrant dans la légende. De 1966 à 1972, Frank Forberger, Frank Rühle (de), Dieter Grahn (de) et Dieter Schubert (de) remportent toutes les grandes compétitions : les championnats du monde en 1966, les championnats d'Europe en 1967 et les Jeux olympiques de Mexico en 1968.
En 1969, Frank Rühle étant malade, Forberger et Grahn s'alignent aux championnats d'Europe d'aviron en deux sans barreur et finissent seconds. Leur coéquipier rétabli, ils dominent de nouveau les épreuves de quatre sans barreur, s'imposant aux championnats du monde de 1970, aux championnats d'Europe de 1971 et aux Jeux olympiques de 1972 à Munich.
Frank Forberger meurt en 1998 d'une tumeur au cerveau. En 1999, sa fille Anna s'impose au championnat du monde junior d'aviron.

## Distinctions
En 1970, le quatre sans barreur du SC Einheit Dresden est désigné « équipe de l'année » en RDA.
En 1980, le journaliste sportif Karl-Heinrich von Groddeck (de), ancien champion olympique d'aviron, classe Frank Forberger quatrième sur sa liste des meilleurs rameurs de tous les temps.

## Littérature
- Volker Kluge (de) : Das große Lexikon der DDR-Sportler. Die 1000 erfolgreichsten und populärsten Sportlerinnen und Sportler aus der DDR, ihre Erfolge und Biographien. Schwarzkopf & Schwarzkopf, Berlin 2000,  (ISBN 3-89602-348-9).
- David Wallechinsky, Irving & Amy Wallace: Rowohlts Bunte Liste, 1980 Reinbek  (ISBN 3-498-07289-7) (Auf Seite 356/357 stellt Moritz von Groddeck seine Liste vor: 10 beste Ruderer aller Zeiten)